# Kataeb Párt
A Kataeb Párt, hivatalos nevén Kataeb Párt – Libanoni Szociáldemokrata Párt, vagy ismertebb nevén a Falange (kiejtése: falanzs) egy jobboldali, keresztény felekezetű, libanoni politikai párt.

## Történelem
A pártot 1936-ban alapította Pierre Gemayel, amely eredetileg egy maronita keresztény paramilitáris ifjúsági szervezet volt, a spanyol Falange és az olasz Fasiszta párt alapján lett modellezve a párt.
A párt is paramilitáris szervezetei fontos szerepet játszottak az 1975-1990 közötti libanoni polgárháborúban. Ellenezték a palesztin erők jelenlétét Libanonban és együttműködtek Izraellel. Pierre Gemayel legkisebb fia, Bachir Gemayel volt a párt miliciájának a vezetője, aki 1982-ben Libanon elnökének választották meg, de hivatalának elfoglalása előtt megölték. Őt bátyja, Amine Gemayel követte, aki 1982-1988 között Libanon elnöke volt. 
A Kataeb Párt az 1980-as és 1990-es években hanyatlott, majd 2000-es évektől ismét megerősödött, jelenleg a libanoni ellenzék része a párt. 